# Nievergelt-Syndrom

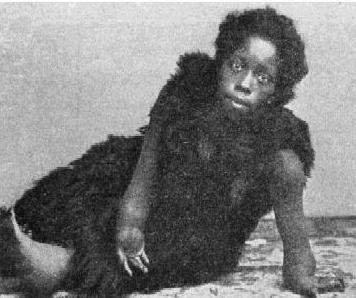

Der Ausdruck Nievergelt-Syndrom ist die erbbiologische Beurteilung von vier verschiedenen Merkmalsträgern einer Sippschaft mit übereinstimmenden multiplen Fehlbildungen, nämlich atypischen Klumpfüßen bei ausgedehnter Synostosierung von Fußwurzelknochen, Dysplasien der Ellbogengelenke, bzw. Synostosen und Dysplasien der Unterschenkelknochen. Das Syndrom gehört zu den Mesomelen Dysplasien, Hauptmerkmale dieser Skelettdysplasie sind Synostosen und Befall der mittleren (mesomelen) Extremitätenabschnitte.
Synonyme sind Mesomele Dysplasie Typ Nievergelt und Mesomeler Kleinwuchs Typ Nievergelt.
Die Bezeichnung bezieht sich auf den Autoren der Erstbeschreibung aus dem Jahre 1944 durch den schweizerischen Chirurgen und Orthopäden Kurt Nievergelt anhand eines Vaterschaftsgutachtens.
Im Falle eines Merkmalsträgers konnte auf Grund des Syndroms der positive Vaterschaftsnachweis zuhanden des Gerichtes mit praktischer Sicherheit erbracht werden. Es wird näher auf die Rechtsprechung in ähnlichen Fällen eingegangen.
Unter den Bemerkungen zur Erbpathologie der einzelnen Symptome und des ganzen Syndroms werden die Erbfrage und die formale Genese besonders berücksichtigt. Schließlich wird auf die Bedeutung der BRANDT'schen entwicklungsmechanischen Versuche für die Auffassung von den Entstehungsursachen der Gliedmaßenfehlbildungen hingewiesen.
Differentialdiagnostisch abzugrenzen ist das Osebold-Remondini-Syndrom oder die Ulnare Hemimelie.